# Мирне (селище, Херсонський район)
Мирне — селище в Україні, у Білозерській селищній громаді Херсонського району Херсонської області. Населення становить 143 осіб.

## Історія
До 2016 року село носило назву Червоний Поділ.
12 червня 2020 року, відповідно до Розпорядження Кабінету Міністрів України № 726-р «Про визначення адміністративних центрів та затвердження територій територіальних громад Херсонської області», увійшло до складу Білозерської селищної громади.
19 липня 2020 року, в результаті адміністративно-територіальної реформи та ліквідації Білозерського району, селище увійшло до складу Херсонського району.
24 лютого 2022 року селище тимчасово окуповане російськими військами під час російсько-української війни.
10 листопада 2022 року Збройні сили України визволили селище в ході контрнаступу в Херсонській області.

## Населення
Згідно з переписом УРСР 1989 року чисельність наявного населення селища становила 156 осіб, з яких 70 чоловіків та 86 жінок.
За переписом населення України 2001 року в селищі мешкали 143 особи.

### Мовний склад
Рідна мова населення за даними перепису 2001 року:
| Мова       | Чисельність, осіб | Доля     |
| ---------- | ----------------- | -------- |
| Українська | 132               | 92,31 %  |
| Російська  | 7                 | 4,89 %   |
| Молдовська | 2                 | 1,40 %   |
| Інше       | 2                 | 1,40 %   |
| Разом      | 143               | 100,00 % |